# Quercus langbianensis
Quercus langbianensis es una especie del género Quercus dentro de la familia de las Fagaceae. Está clasificada en el Subgénero Cyclobalanopsis; que son robles del este y sureste de Asia. Árboles que crecen hasta 10-40 m de altura. Ellos se diferencian del Subgénero Quercus en que tienen bellotas con distintivas tazas teniendo crecientes anillos de escamas, tienen en común las densamente agrupadas bellotas, aunque esto no se aplica a todas las especies.

## Distribución y hábitat
Crece en los densos bosques perennifolios de hoja ancha en las montañas, entre los 1400-2000 metros en China (sureste de Yunnan y Vietnam-

## Descripción
Quercus langbianensis es un árbol de hoja perenne que alcanza un tamaño de 15 metros de altura. La corteza es áspera, con puntos. Las ramas son de color marrón tormentoso cuando es joven, escasamente peludas con la edad. Las hojas miden 7-14 x 2,5-4 cm, elíptico-lanceoladas a oblanceolades, coriáceas, glabras a ambos lados, el margen de numerosos y pequeños dientes, obtusas enteras, ondulada cerca del ápice, ápice acuminado a poco caudado; cuneiforme la base u oblicua, verdes y brillantes, sin pelo arriba; abajo glaucos, con 7-13 pares de nervios secundarios, terciarios venas evidente abaxialmente; pecíolo de 1,5-2 cm, sin pelo. Los pecíolos de 2-3 cm, glabros, limbo de la hoja de color verde, elíptico-lanceoladas a oblanceolades, (9 -) 11-17 x 3-5 cm, coriáceas, glabras, la base cuneiforme a oblicua, margen entero o pocas veces apical con dos o tres dientes. La infrutescencia de 2 cm aproximadamente. Superficialmente, las cúpulas son en forma de cuenco, de 8 mm x 2-2,5 cm aproximadamente, cerrados 1/2 o 2/3 de la núcula. Fuera y dentro de la bellota tormentoso rojizo y una pared de 3 mm de espesor aproximadamente. Las brácteas están formadas por 5 a 7 anillos, con un margen entero. Las bellotas son subglobosas de 1, 7 cm aproximadamente, sericea y de color marrón pálido. Las cicatrices de 1 cm de diámetro aproximadamente, convexas. Sus estilos son persistentes de 2 mm de diámetro aproximadamente. Las bellotas maduran hacia septiembre.

## Taxonomía
Quercus langbianensis fue descrita por Hickel & A.Camus y publicado en Annales des sciences naturelles. Botanique. dixième série. 3: 382. 1921.
Etimología
Quercus: nombre genérico del latín que designaba igualmente al roble y a la encina.
langbianensis: epíteto
Sinonimia
- Cyclobalanopsis camusiae (Trel. ex Hickel & A.Camus) Y.C.Hsu & H.Wei Jen
- Cyclobalanopsis faadoouensis Hu
- Cyclobalanopsis pachyloma var. mubianensis Y.C.Hsu & H.Wei Jen
- Quercus baniensis A.Camus
- Quercus blaoensis A.Camus
- Quercus cambodiensis Hickel & A.Camus
- Quercus camusiae Trel. ex Hickel & A.Camus
- Quercus dilacerata Hickel & A.Camus
- Quercus donnaiensis A.Camus
- Quercus geminata Hickel & A.Camus
- Quercus langbianensis subsp. cambodiensis (Hickel & A.Camus) Menitsky
- Quercus pachyloma var. mubianensis (Y.C.Hsu & H.Wei Jen) C.C.Huang[1][4]